# Libro de los testamentos de la catedral de Oviedo
El Libro de los testamentos de la Catedral de Oviedo (en latín: Liber Testamentorum Ecclesiae Ovetensis) es un códice medieval conservado en la Catedral de Oviedo terminado en el primer tercio del siglo XII, probablemente hacia 1118, aunque el cuerpo principal tuvo que copiarse forzosamente antes de dicha fecha
El libro es un cartulario que aglutina documentos legales de la diócesis de Oviedo, donaciones a la catedral, exenciones de impuestos, privilegios de la iglesia o diferentes documentos legales. La información recogida en el códice proporciona información sobre diferentes aspectos de la vida medieval.

## Creación
El libro fue encargado por Pelayo, obispo de Oviedo en el primer tercio del siglo XII y por la alta calidad de sus miniaturas se considera una joya del arte románico español.
Materialmente, el códice se confeccionó en dos etapas cronológicas: la que ocupa la mayor extensión y que se finalizó hacia el año 1109; y la que ocupa únicamente el último cuadernillo y que corresponde al reinado de la reina Urraca, cuya miniatura nunca se llegó a realizar.
El conjunto documental se divide a su vez en otras dos partes:

### Primera parte
La primera parte se cree fruto de un intento de potenciación de la sede ovetense, antigua capital del reino, tras el traslado de la corte a León. La decadencia en la que entra la ciudad se intenta contrarrestar desde la iglesia y más concretamente por el obispo Pelayo. A este movimiento ayuda el traslado de las reliquias contenidas en el Arca Santa.
Esta época coincide con el reinado de Alfonso VI

### Segunda parte
Tras la muerte del monarca la diócesis de Toledo, que tras su reconquista por parte de Alfonso VI, con el arzobispo Bernardo de Cluny a la cabeza intenta recuperar privilegios perdidos entrando en disputa con la de Oviedo. El obispo de Oviedo, Pelayo, en un intento de preservar los privilegios políticos, impositivos y finalmente su independencia manda rehacer la relación de los privilegios y documentos. 

### Autor
En el año 1995, Mª Josefa Sanz Fuentes identificó las manos de los dos copistas que intervinieron en el Libro de los Testamentos y, en especial, la de la persona a la que debemos la copia de la mayor parte de la obra, llamada Pelagius o Pelayo y que debió ser uno de los tres canónigos que en la época llevaron los nombres de Pelagius Rosello, Pelagius Viello y Pelagius Enniguiz.
Las características codicológicas y artísticas demuestran que la obra se realizó en un ambiente en el que se manejaban modelos del imperio carolingio, imágenes canónicas hispanas y tradiciones anteriores. Esto indica que debió tratarse de un centro importante que poseía una relevante colección de códices antiguos y que bien pudo ser la misma catedral de Oviedo a juzgar por la descripción que Ambrosio de Morales hizo de su rica biblioteca en el siglo XVI.

## Morfología
El códice conserva una encuadernación del siglo XVI compuesta por tablas de madera recubiertas de cuero repujado con motivos renacentistas y mide exactamente 36,4 cm de largo por 24 de ancho. En su forma original constaba de 113 folios en pergamino, algunos de los cuales se fueron perdiendo con el paso del tiempo, como les sucede a las miniaturas de varios reyes y, en especial, a la que representaba a Alfonso VI. 
El trabajo nos muestra un manuscrito confeccionado con técnicas materiales características de los manuscritos más lujosos, copiado en escritura visigótica redonda de aspecto artificioso y dotado de un rico aparato miniaturístico que se compone de miniaturas a plena página, media página, viñetas e iniciales capitulares historiadas. Resulta notorio la supervisión que el obispo ejerció sobre el proyecto, lo que se comprueba tanto por la alta calidad de la factura material, como por la ostentosa representación que hace de sí mismo y por la organización que se hizo del contenido documental.
El uso del oro y la plata en la ornamentación apunta asimismo al alto valor material que tenía para el obispo Pelayo la confección de esta obra.
El libro conserva ocho miniaturas a plena página.

## Principales miniaturas

### Miniaturas deAlfonso II
Se trata de una página entera que representa al rey Alfonso II el Casto, fundador del reino de Asturias y de la ciudad de Oviedo.
Esta ilustración, la más famosa del códice, está formada por dos partes:
- En la parte inferior se representa la parte terrenal. Aparece el rey arrodillado con las manos separadas mirando hacia la parte superior. El rey está ataviado con ropas en oro y plata y la corona que nos indica su rango real. Al lado del rey se encuentra el escudero portando las armas del rey (el escudo y la espada). Flanqueando al monarca se encuentran a ambos lados la Virgen y San Miguel clavando una lanza al draco que tiene a sus pies.

- En la zona superior se encuentra la parte celestial. en esta parte aparece Cristo con el libro de la vida cerrado. A los lados bajo arcos están representados los apóstoles. En el lado derecho se pueden reconocer por diferentes elementos significativos a San Pedro (llave) en la parte derecha y a San Juan Evangelista. Todo este conjunto superior tiene una decoración similar al Arca Santa, pieza de orfebrería mandada construir por el rey.

Un rasgo importante de esta página del códice es la relación que establece entre la monarquía y la divinidad.
La página contiene una variada policromía basada en colores suaves cuyo ejemplo más cercano es el Cartulario de New Minster.

### Arzobispo Adolfo.
El folio 3v se denomina del arzobispo Adolfo.
Esta página está dedicada al acontecimiento del Sínodo de Oviedo del año 821 en el que se declara a Oviedo arzobispado.
La página refleja una figura humana bajo un arco, método usado en el románico para su realce, que tiene la particularidad que el arco descansan sobre dos leones que forman las columnas.

### Testamento deOrdoño I
El folio 8v es el denominado testamento de Ordoño I. Esta hoja destaca por la composición arquitectónica dibujada en la página. 
La composición figurativa de la página está dividida en dos partes:
En la parte superior aparece el rey acompañado de su escudero entregando el privilegio a los arzobispos (Serenus y Ovecus) que están reflejados con el nimbo. El rey a su vez va ataviado con la corona. En esta composición es destacable la columna con forma humana de gran expresividad a la que van a parar los dos arcos y sobre la que recae toda la mayor importancia visual de la parte superior. 
En la parte inferior aparece la imagen de la reina Mummadonna tras unos cortinajes. La figura aparece entronizada en una silla que se funde con los sendos cuerpos de leones. Entre sus manos sostiene un libro en el que se lee el salmo 50. A cada lado aparecen dos figuras que son la cubicularia y la pedisequa.

### Testamento deOrdoño II
En la página dedicada al testamento de Ordoño II la composición está dividida también en dos partes.
En la parte superior se encuentra la figura del obispo Ermegidius realizando una celebración en un altar en el que está representada una gran cruz en oro simbolizando la Cruz de la Victoria y la Cruz de los Ángeles símbolos representativos de Asturias y Oviedo. El conjunto lo completan dos lámparas, un subdiácono, un diácono. Los elementos arquitectónicos de esta parte son tres arcos siendo el de mayor tamaño el central.
En la parte inferior están representados el rey Ordoño II y la reina Tarasia.

### Testamento de Alfonso V
El folio 53v es el denominado testamento de Alfonso V.
En el manuscrito aparece un  atlante que soporta la escena. Esta escena se desarrolla en un cuadrado en el que en cada esquina se representa una figura humana. Un círculo inscrito en el interior del cuadrado con tiene la imagen del rey, del obispo Gudesteo y de la reina. 
En el folio faltan tres imágenes recortadas en la antigüedad y hoy perdidas.